# Electricity Development Corporation
Pour les articles homonymes, voir EDC.
Electricity Development Corporation (EDC) est une entreprise publique camerounaise créée en 2006, qui opère dans le domaine de l’énergie  électrique.

## Activités
Cet opérateur a comme objectif d'accroitre la production et la distribution d’énergie grâce au projet de barrage de Lom-Pangar dans l'Est du Cameroun. Ce projet est cofinancé par le gouvernement, la Banque africaine de développement et des investisseurs privés. En raison de ses impacts potentiels sur la zone amont et aval du barrage, il a donné lieu à une étude d'impact détaillée. La construction est déléguée à une entreprise chinoise, pour 75 milliards de francs CFA.
Par ailleurs, la société d'État pilote un Programme Thermique d'Urgence (PTU) visant à faire face à un déficit prévu de 30 MW en 2011, et de 100 MW à l'horizon 2014, via la mise en place de quatre centrales thermiques au fioul, à Ahala (Yaoundé), Bamenda, Mbalmayo et Ebolowa, l'électricité produite devant être vendue aux sociétés concessionnaires de distribution.